# Diesen
Diesen là một xã trong vùng Grand Est, thuộc tỉnh Moselle, quận Forbach, tổng Saint-Avold-1. Tọa độ địa lý của xã là 49° 10' vĩ độ bắc, 06° 40' kinh độ đông. Diesen nằm trên độ cao trung bình là 250 mét trên mực nước biển, có điểm thấp nhất là 213 mét và điểm cao nhất là 270 mét. Xã có diện tích 5,47 km², dân số vào thời điểm 1999 là 1144 người; mật độ dân số là 209 người/km².

## Thông tin nhân khẩu
| 1962 | 1968 | 1975 | 1982 | 1990 | 1999 |
| ---- | ---- | ---- | ---- | ---- | ---- |
| 1008 | 1017 | 1182 | 1137 | 1180 | 1144 |